# Kevin Stöger
Kevin Stöger (* 27. August 1993 in Steyr) ist ein österreichischer Fußballspieler. Er agiert auf der Position des Spielmachers und steht bei Borussia Mönchengladbach unter Vertrag. Darüber hinaus ist er österreichischer Nationalspieler.

## Karriere

### Verein
Stöger ist der jüngere Bruder von Pascal Stöger. Er fing mit drei Jahren beim ATSV Steyr mit dem Fußballspielen an und wechselte im Jänner 2007 in die Jugend der SV Ried. Er ging 2009 in das Nachwuchsleistungszentrum des VfB Stuttgart und gab im Jänner 2011 in der Saison 2010/11 für die zweite Mannschaft des VfB Stuttgart in der 3. Profi-Liga sein Profidebüt. Zur Saison 2012/13 rückte Stöger in den Bundesligakader des VfB Stuttgart auf, kam in der Bundesliga jedoch nicht zum Einsatz.
Am 1. Juli 2013 wurde er für zwei Jahre an den 1. FC Kaiserslautern verliehen. Nach dem Ende des Leihgeschäfts wechselte er am 26. August 2015 zum SC Paderborn 07. Nach dem Abstieg der Mannschaft aus der zweiten Bundesliga wechselte er zur Saison 2016/17 zum Zweitligisten VfL Bochum. Dort avancierte er zum „Aufsteiger der Saison“. Am 28. Mai 2018 unterschrieb er beim Bundesligisten Fortuna Düsseldorf einen bis 2020 laufenden Vertrag. Nach dem Abstieg der Fortuna aus der Bundesliga und seinem Vertragsende verließ er den Verein nach der Saison 2019/20 nach 42 Bundesligaeinsätzen und war zunächst vereinslos.
Nachdem er in der Sommer-Transferzeit keinen Verein gefunden hatte, schloss er sich im Oktober 2020 dem Bundesligisten 1. FSV Mainz 05 an, bei dem er einen bis Juni 2022 laufenden Vertrag erhielt. In zwei Jahren im Mainz kam er zu 42 Bundesligaeinsätzen, in denen er viermal traf. Nach seinem Vertragsende in Mainz kehrte er zur Saison 2022/23 zum mittlerweile ebenfalls erstklassigen VfL Bochum zurück, bei dem er bis Juni 2024 unterschrieb.
Im Sommer 2024 verließ er den Verein und wechselte zu Borussia Mönchengladbach, wo er einen Vertrag bis 2027 unterschrieb.

### Nationalmannschaft
Stöger spielte unter anderem für die österreichische U-16-, U-17- und U-18-Nationalmannschaft. Im Alter von 17 Jahren nahm er an der U-20-Weltmeisterschaft 2011 teil. Zwischen 2012 und 2014 spielte er für die U-21-Mannschaft.
Im März 2019 wurde er als Ersatz für den kranken Michael Gregoritsch erstmals in den Kader der A-Nationalmannschaft berufen. Über fünf Jahre nach seiner ersten Nominierung debütierte Stöger im September 2024 schließlich im Nationalteam, als er in der UEFA Nations League gegen Slowenien eingewechselt wurde.

## Auszeichnungen
- Bester Spieler des 21. Mercedes-Benz Junior Cups 2011